# Tratado de Madrid (1721)
El tratado de Madrid de 1721 fue un acuerdo de alianza defensiva firmado por Reino de España, Reino de Francia y Reino de Gran Bretaña tras la guerra de la Cuádruple Alianza. 

## Antecedentes
Tras la guerra de sucesión española (1701-1713), Felipe V de España había conseguido el reconocimiento internacional a la sucesión al trono de España a cambio de no pocas concesiones, recogidas en el tratado de Utrecht de 1713:  Sicilia pasó a la casa de Saboya, Nápoles, Milán y Cerdeña al Sacro Imperio Romano Germánico; Flandes a las Provincias Unidas; Gibraltar y Menorca habían quedado bajo soberanía de la Gran Bretaña, que también había conseguido ventajas económicas en su comercio con las Indias españolas. 
Descontento con las pérdidas territoriales que le imponía la paz de Utrecht, Felipe V intentó recuperar las antiguas posesiones en Italia: en 1717 las tropas españolas invadieron Cerdeña y Sicilia. Gran Bretaña, Francia, las Provincias Unidas y el Sacro Imperio Romano se unieron en la Cuádruple Alianza de 1718 para forzar a España a cumplir los acuerdos de Utrecht, pero ante la negativa de Felipe V a su acatamiento, ambos bandos entraron en la guerra de la Cuádruple Alianza (1718-1720); el conflicto se solucionó con la aceptación de Felipe a las condiciones establecidas en 1713 y 1718 según el tratado de La Haya de 1720.

## Acuerdos
El 27 de marzo de 1721 se firmó en Madrid un primer tratado ajustado por el secretario de estado de España José de Grimaldo, en nombre de Felipe V, y el francés Jean-Baptiste Louis Andrault, embajador de Luis XV de Francia, según el cual Francia y España acordaban una alianza defensiva mutua.  El acuerdo incluía varios artículos en los que Francia se comprometía a restituir las plazas de Fuenterrabía, San Sebastián y Pensacola, tomadas en el transcurso de la última guerra, y a intermediar ante Gran Bretaña para la restitución de Gibraltar a España; ésta, por su parte, devolvería a Francia las plazas tomadas en la Cerdaña.
El 13 de junio del mismo año, con la presencia de William Stanhope, embajador británico en representación del rey Jorge I, Gran Bretaña se adhirió a la alianza franco-española.

## Ruptura
Las buenas relaciones de los firmantes no durarían mucho: en 1725 Felipe V se alió con su antiguo oponente Carlos VI del Sacro Imperio Romano Germánico firmando el tratado de Viena, con la intención de recuperar Gibraltar.  
Gran Bretaña, Francia y Prusia reaccionaron con la formación ese mismo año de la Liga de Hannover, a la que posteriormente se adhirieron las Provincias Unidas (1726), Suecia y Dinamarca (1727). 
En 1726 la flota británica fracasó en su bloqueo de Portobelo, y al año siguiente las tropas españolas asediaron Gibraltar sin éxito.